# Ute Steindorf
Ute Steindorf   (Wolfen, 26 d'agost de 1957) és una remadora alemanya, ja retirada, que va competir sota bandera de la República Democràtica Alemanya durant les dècades de 1970 i 1980.
El 1980 va prendre part en els Jocs Olímpics d'Estiu de Moscou on, formant parella amb Cornelia Klier, guanyà la medalla d'or en la prova del dos sense timoner del programa de rem. En el seu palmarès també destaquen tres medalla d'or i una de bronze al Campionat del món de rem.